# Wortel (plant)

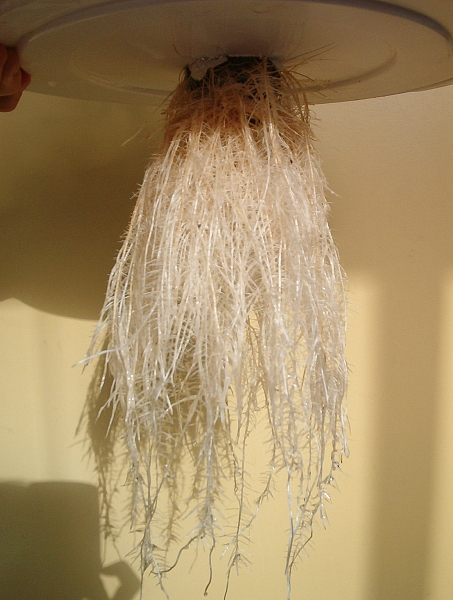
Wortelstelsel van een plant op hydrocultuur

De wortel is het ondergrondse gedeelte van de plant, waarmee deze water en opgeloste voedingsstoffen uit de bodem opneemt. Door opname van water ontstaat er een worteldruk, die bij onvoldoende verdamping door de bladeren zo groot kan worden dat water bij de bladpunten naar buiten wordt geperst. Dit verschijnsel wordt guttatie genoemd. Ook zorgt de wortel voor de verankering van de plant in de grond. Voor een goede groei moet de grond voldoende lucht bevatten.

## Algemeen
In de directe omgeving van de wortel (niet verder dan 1,5 mm van de wortel af) is een verhoogde biologische activiteit aanwezig. Deze zone wordt de rhizosfeer genoemd.
De overgang tussen de stengel en de wortel heet de wortelhals. Een plant 'probeert' een bepaalde spruit/wortelverhouding te handhaven. Als een gedeelte van de bovengrondse delen afgevreten of beschadigd raakt, 'probeert' de plant dit zo snel mogelijk te herstellen door het verminderen of stoppen van de wortelgroei, en soms zelfs gedeeltelijk afsterven van het wortelstelsel, zodat alle energie in hernieuwde stengel en bladvorming kan gaan zitten. Bij beschadiging of gedeeltelijk afsterven van het wortelstelsel treedt het omgekeerde op.
Er zijn ook planten zonder wortel, zoals het wortelloos kroos. Ook zijn er parasitaire planten zoals vogellijm, die hun wortels in een andere plant hebben en daar hun water en minerale voedingsstoffen uithalen.
Wortels groeien in de richting van de zwaartekracht, dus gewoonlijk naar beneden. Dit wordt positieve geotropie genoemd. Bij sommige planten, zoals klimop, ontstaan wortels op de stengel als de stengel ergens tegenaan komt. Deze reactie op aanraking wordt thigmotropisme genoemd.

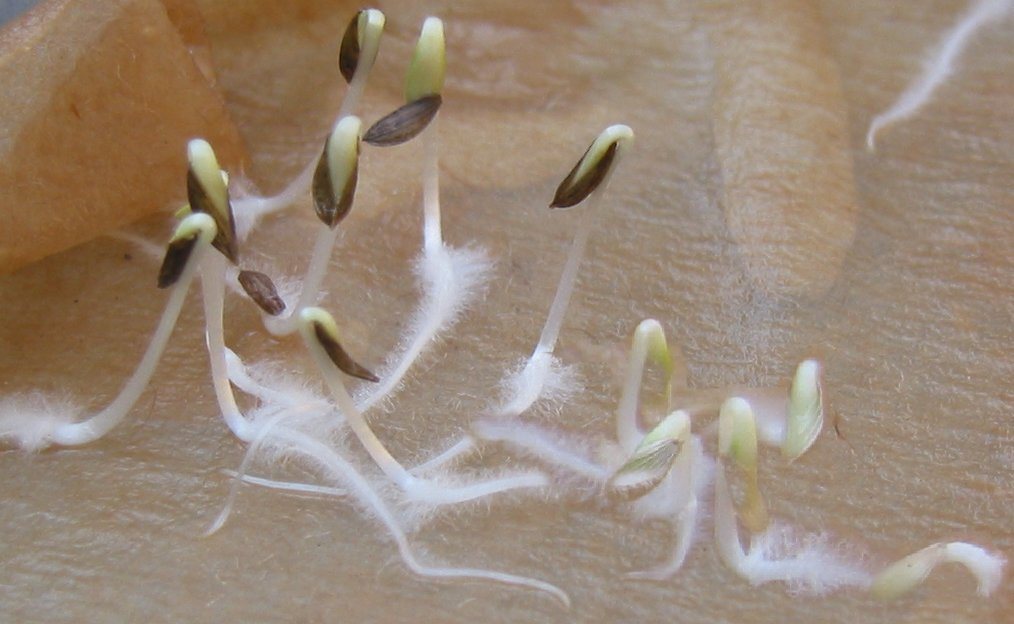
Wortelharen bij kiemende sla
(Lactuca sativa)

Aan de wortel zitten wortelharen, die voor de eigenlijke opname van water en minerale voedingsstoffen zorg dragen. Wortelharen zijn uitstulpingen van bepaalde rhizodermiscellen, die geen cuticula hebben. Ze zijn 5 tot 17 micrometer in doorsnee en 80 tot 1500 micrometer lang. Ze hebben maar een beperkte levensduur en worden meestal niet ouder dan drie dagen.
Aan de toppen van de wortels bevinden zich groeipunten. De wortels die uit deze groeipunten ontstaan, heten primaire wortels. Aan de top van een wortel zit een beschermkapje, het wortelmutsje (calyptra). Het wortelmutsje is slijmerig, waardoor de wortel makkelijk door de grond groeit.

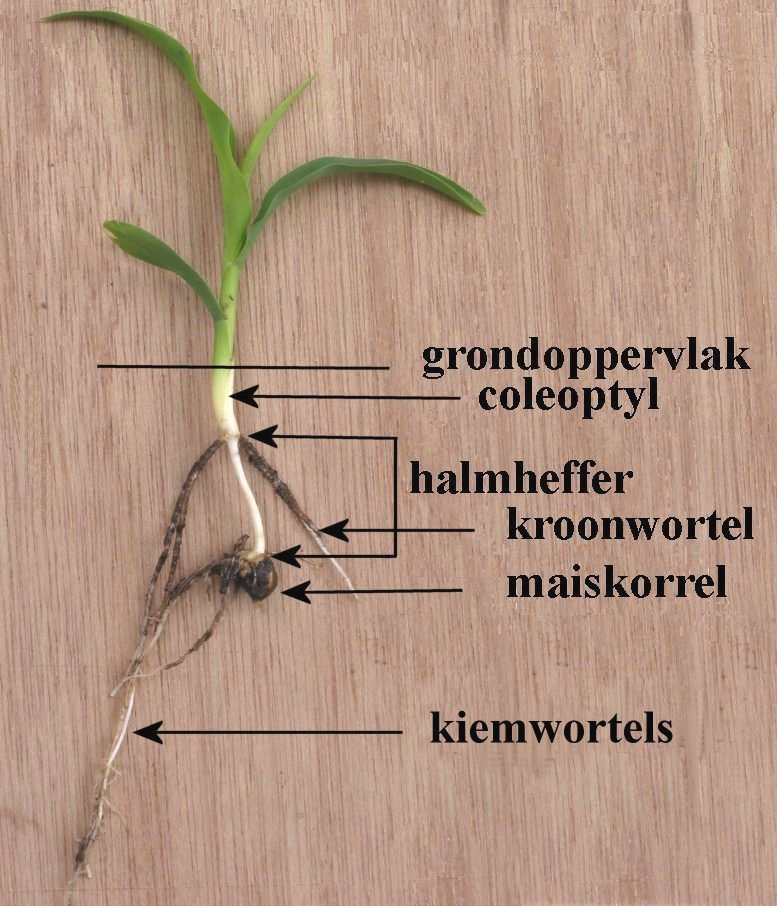
Kiemplant van suikermaïs
(Zea mays)

Tijdens de kieming komt als eerste het kiemworteltje naar buiten. Op dit kiemworteltje worden als eerste wortelharen gevormd.
Bij tweezaadlobbigen of dicotylen vormt deze wortel de hoofdwortel. Door vertakking van de hoofdwortel worden zijwortels gevormd. Door verdere vertakking van de zijwortels ontstaat een wortelgestel. Ook kan bij tweezaadlobbigen secundaire dikte groei optreden. Zo worden bij bomen de wortels dik en verhouten deze sterk. Hierdoor kunnen oppervlakkig wortelende bomen door opdrukking van het wegdek of de stoep schade toebrengen.
Bij eenzaadlobbigen of monocotylen worden na de kieming aan de bovenzijde van de halmheffer bijwortels (kroonwortels) gevormd (zie foto boven rechts) en sterft de kiemwortel al vrij snel af. Bij prei ontstaan in de loop van de groei steeds meer bijwortels, die op de wortelshals staan ingeplant. Bij eenzaadlobbigen kan geen secundaire dikte groei optreden.
Tweejarige plantensoorten slaan gedurende het eerste groeiseizoen reservestoffen op in de wortel(s). De bovengrondse delen sterven aan het eind van het eerste groeiseizoen vaak af. In het tweede jaar gebruikt de plant de reserve stoffen uit de wortel(s) om opnieuw uit te lopen en bloeistengels te vormen. Witlof is een voorbeeld van een tweejarige soort.

## Inwendige bouw
Zie voor de anatomie van de wortel het artikel Plantenanatomie.
De wortel heeft ongeveer dezelfde bouw als de stengel. In het midden van de wortel zit de centrale cilinder ook wel staf genoemd (op de foto donker van kleur), die bestaat uit hout- en zeefvaten. Daaromheen zit het parenchym met daarin de stralen en ringen, die uit vaatbundels bestaat (op de foto de lichtgekleurde ringen en stralen). In het parenchym worden de reservestoffen, voornamelijk zetmeel, opgeslagen.
De wortels van rijst hebben grote luchtholten, waardoor rijst in een laag water kan groeien.

## Wortelgestel

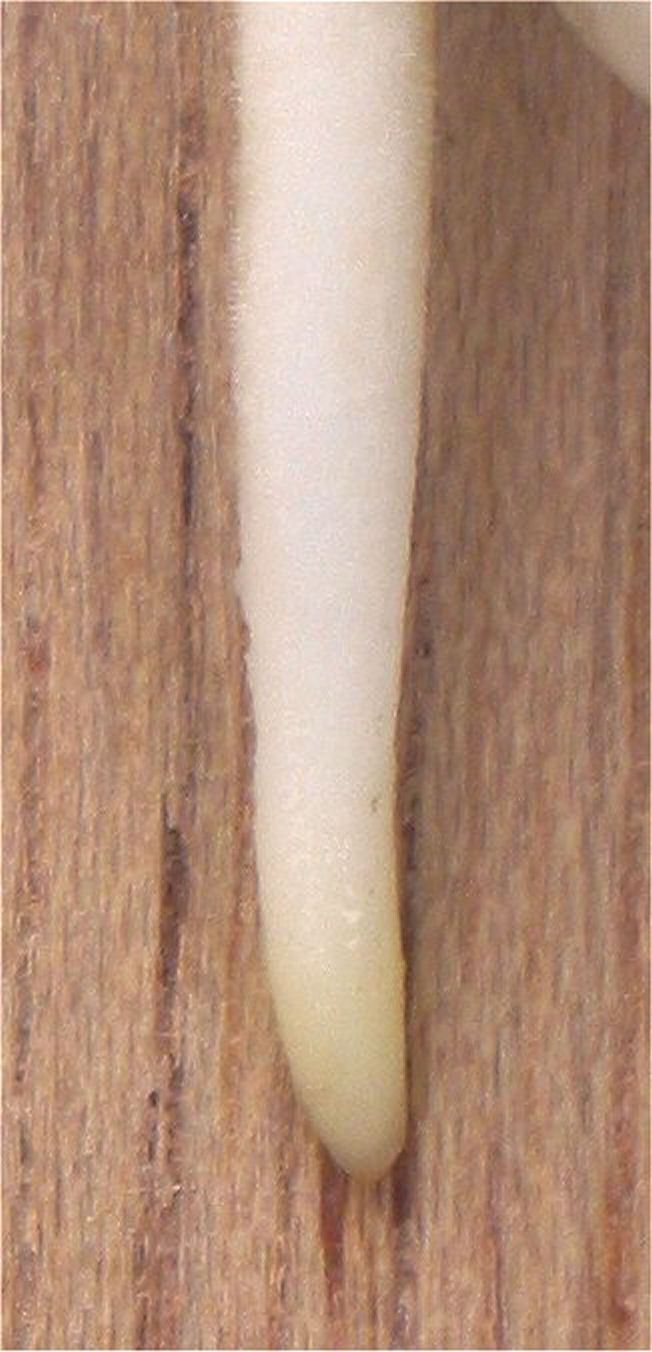
Kiemwortel van tuinboon
(Vicia faba)

Het samenstel van wortels van een plant wordt het wortelgestel genoemd.
Het wortelstelsel bestaat uit vier delen
1. de wortel = de uitgegroeide kiemwortel
2. de zijwortel = een vertakking van de hoofdwortel
3. het wortelmutsje of calyptra = bescherming rond het tere worteluiteinde
4. de wortelharen of rizoïden = haarfijne uitgroeiingen op de wortel.

Er zijn plantensoorten, zoals boomsoorten, die een sterke hoofdwortel, penwortel genoemd, hebben. Andere soorten zoals grassen maken een zeer fijn vertakt oppervlakkig wortelstelsel. Weer andere soorten hebben een sterk verdikte wortel. Deze kunnen belangrijke inhoudstoffen bevatten. Deze kunnen als voedsel voor mens of dier gebruikt worden, bijvoorbeeld worteltjes (Daucus carota) en voederbieten. Suiker (sacharose) kan gewonnen worden uit suikerbieten, inuline en fructose uit wilde cichorei.
Als de wortels verdeeld zijn als vingers wordt er van een dactylorhiza gesproken. Ook bestaat er een geslacht bij de orchideeën met de naam Dactylorhiza.
Planten 'zoeken' met hun wortels naar de optimale combinatie van water, zuurstof en voor de plant opneembare mineralen. Eenmaal 'gevonden' dan neemt de wortelgroei af, wat goed waarneembaar is in meer gecontroleerde teeltomstandigheden zoals in substraatteelten en wat dan resulteert in hogere scheut:wortel verhoudingen. Als het grondwater bij droogte niet te snel zakt kan de wortelgroei dit bijhouden en de waterbehoefte uit het grondwater blijven aanvullen. In droge grond, bij voldoende voedsel, vormt de plant een uitgebreid wortelgestel zowel in de breedte als in de diepte. Als na een droogteperiode de grond weer nat wordt, vormt de plant direct nieuwe wortels in de vochtige plekken. In voedselarme grond is het wortelgestel uitgebreider dan in voedselrijke grond. Op voedselrijke plekken (mestkluiten) in de grond worden meer wortels gevormd.
Wortels van dezelfde plant, maar ook wortels van verschillende planten van dezelfde soort vergroeien nogal eens met elkaar, waardoor ziekten van de ene naar de andere plant kunnen worden overgedragen.

## Wortelconcurrentie
De verschillende plantensoorten concurreren met elkaar om de voedingsstoffen in de grond. Naast elkaar kunnen diepwortelende en oppervlakkig wortelende soorten leven. Planten kunnen elkaar door uitscheiding van bepaalde stoffen uit de wortels negatief beïnvloeden. Ook vindt er een positieve beïnvloeding plaats van het bodemleven. De uitgescheiden stoffen bestaan uit suikers, aminozuren, andere organische zuren en amiden. Deze stoffen beïnvloeden de beschikbaarheid van minerale voedingsstoffen in de grond en stimuleren de bacterie- en schimmelgroei in de grond.

## Adventiefwortels
Stengels, stengelstukjes, bladeren en bladstukjes kunnen onder bepaalde omstandigheden wortels maken. Deze wortels heten adventiefwortels. Bijwortels zijn ook adventiefwortels, evenals hechtwortels die (zoals bij de klimop) enkel uit de stengel ontstaan en zorgen voor hechting aan het oppervlak waaraan de plant zich vasthecht.

## Luchtwortels
Sommige plantensoorten kunnen op de knopen van de stengel luchtwortels maken, die zeer lang kunnen worden. Als deze wortels de grond raken, groeien ze verder de grond in. Ze beschikken over een bijzondere epidermis die twintig tot dertig lagen kan omvatten, een dergelijke epidermis wordt een velamen genoemd.

## Trekwortels
Trekwortels zijn wortels die zich kunnen verkorten door zijdelingse strekking van de cellen. Hierdoor kunnen knollen en bollen dieper de grond in worden getrokken.

## Ademwortels

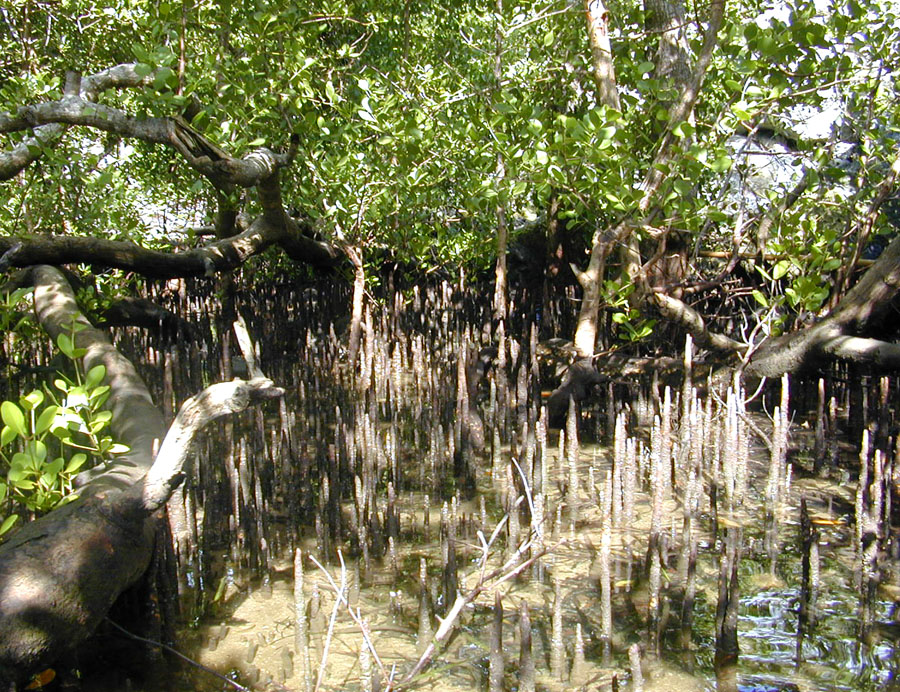
De mangrovesoort Sonneratia op de landzijde van het rif Yap met talrijke ademwortels.

Een ademwortel (pneumatofoor of pneumatorhizie) is een door de wortels gevormd kegelvormig orgaan dat boven de grond of het water uitsteekt, waardoor planten die in het water staan kunnen beschikken over lucht. Deze organen zijn bedekt met lenticellen, die nodig zijn voor de uitwisseling van gas. De mangrove heeft dergelijke wortels. Ook bij de moerascipres treft men soms ademwortels aan.
Ook andere planten gebruiken hun wortels om te ademen. Overdadig water geven kan leiden tot verstikking van de plant.

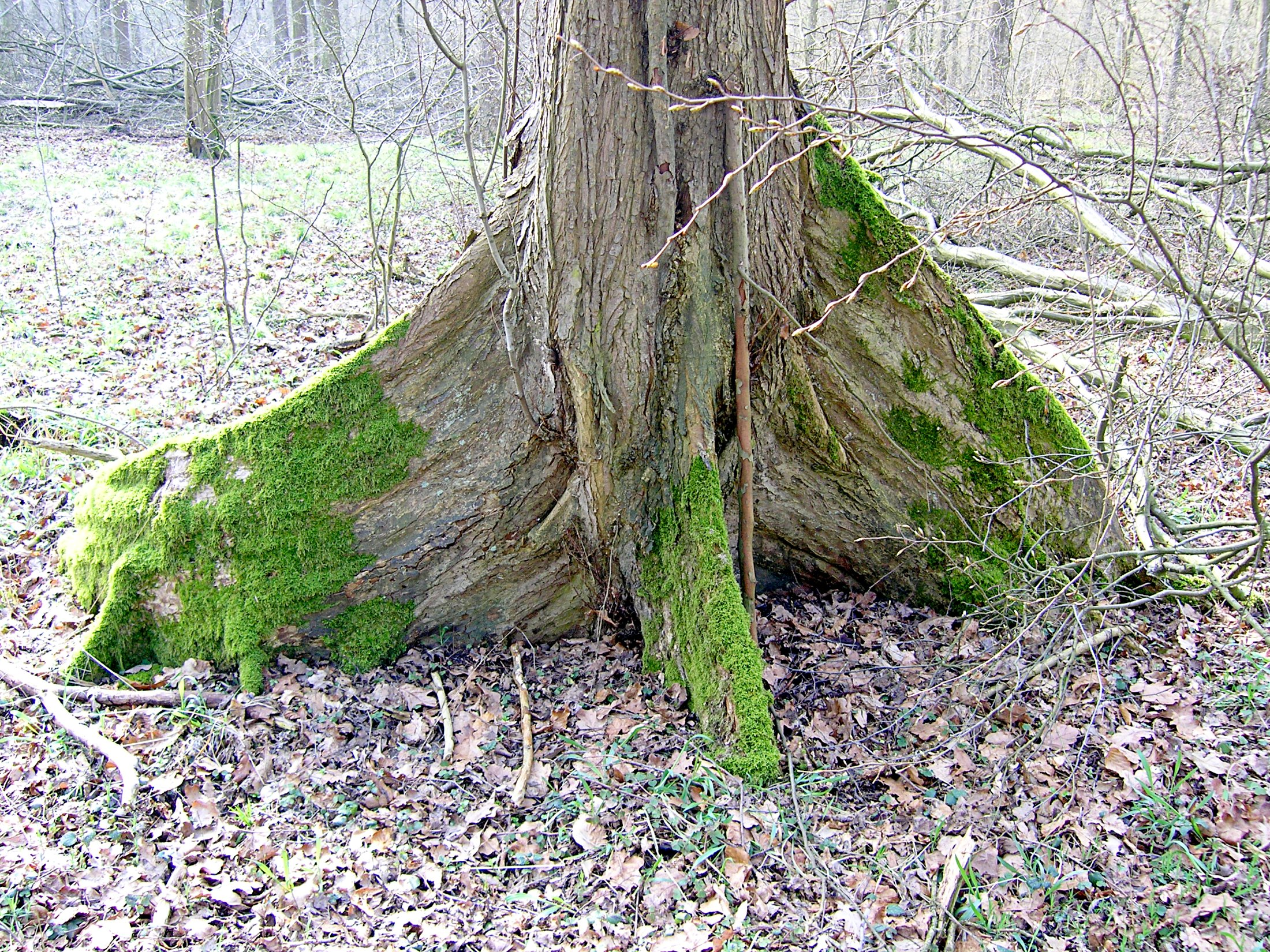
Plankwortels van de fladderiep
(Ulmus laevis)

## Plankwortels
Plankwortels zijn wortels die stervormig, bovengronds onderaan een boom zitten en deze meer stevigheid geven. Ze komen vooral voor bij bomen in het tropische regenwoud. Ook de in Europa voorkomende fladderiep kan plankwortels vormen.

## Stekels
Bij Chorisia speciosa komen op de stam veel stekels voor. Deze stekels zijn ontstaan uit adventiefwortels, waarvan de worteltop en het wortelmutsje vervangen zijn door een scherpe punt bestaande uit sclerenchymweefsel.

## Wortelknol
Bij rode biet en koolraap is de bijwortel knolvormig verdikt. Niet te verwarren met een stengelknol. Het reservevoedsel wordt in de wortel opgeslagen hoofdzakelijk in de vorm van disachariden (onder andere sacharose = suiker bij suikerbieten), oligosachariden en polysachariden (bijvoorbeeld zetmeel).

## Knolvormige wortels

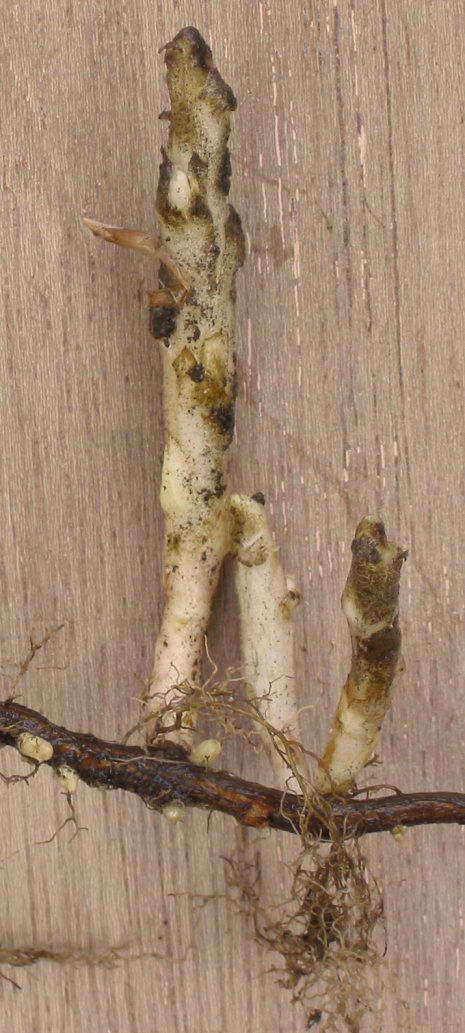
Wortelopslag van Japanse wijnbes
(Rubus phoenicolasius)

Hier is de hoofdwortel opgezwollen bij tweejarige planten. Men maakt onderscheid tussen penwortel en radijswortel. Deze wortelmetamorfose kan secundaire groei vertonen.

## Wortelopslag
Bij sommige houtgewassen ontstaan er knoppen aan de wortels. Als hieruit jonge takken groeien, spreken men van wortelopslag.
Struiken met wortelopslag zijn bijvoorbeeld framboos (zeer veel) en Japanse wijnbes. Bij de bomen staan ratelpopulier, gladde iep en robinia erom bekend.

## Symbiose

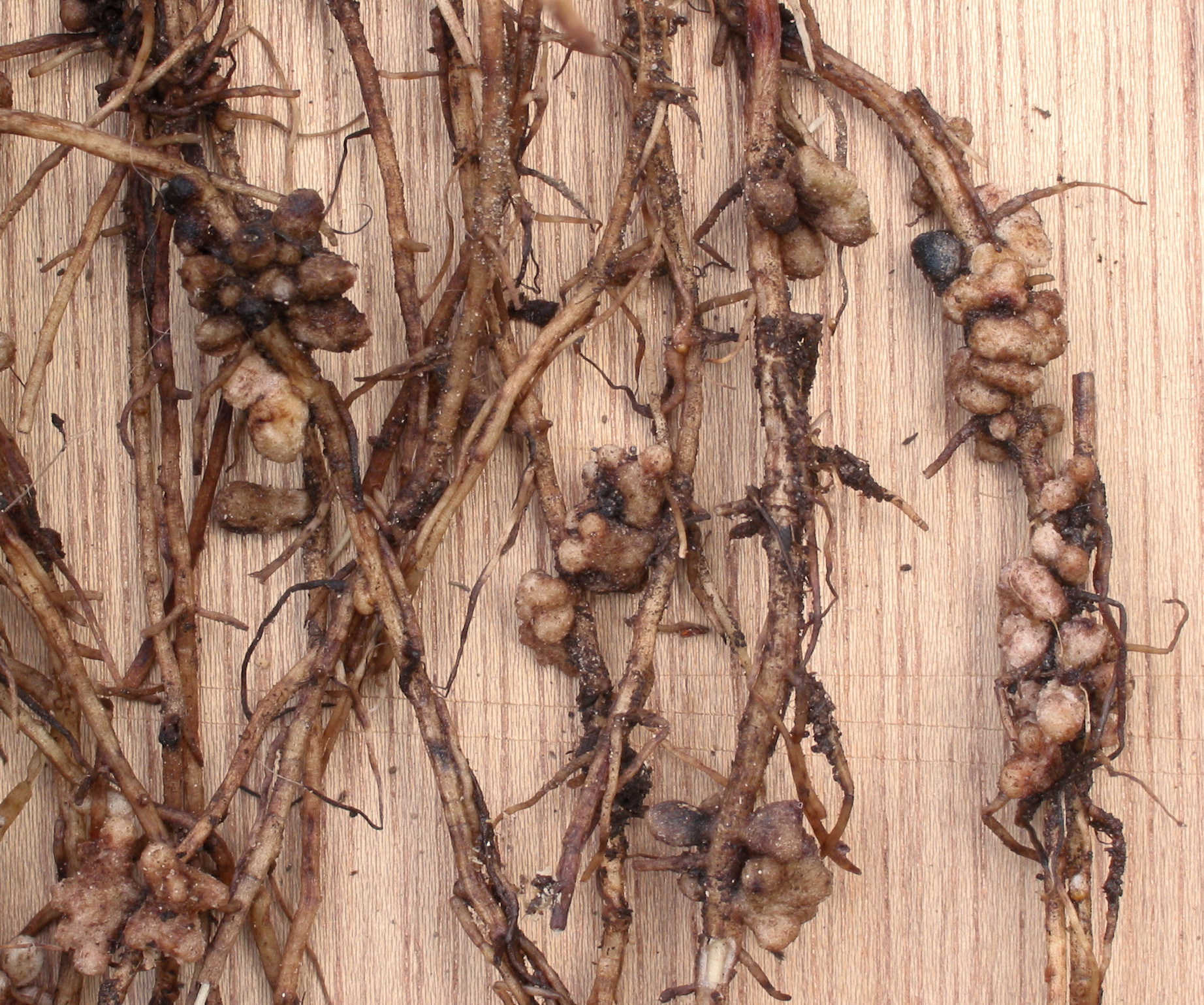
Stikstofwortelknolletjes op tuinboon
(Vicia faba)

Vlinderbloemigen, zoals de tuinboon, leven in symbiose met de wortelknobbelbacterie. Deze bacterie (Rhizobium sp.) stimuleert de wortels tot het vormen van stikstofwortelknolletjes, waarin de bacteriën zitten. De bacterie is in staat de stikstof uit de lucht te binden, zodat deze beschikbaar komt voor de plant. Hierdoor kunnen vlinderbloemigen op stikstofarme gronden groeien. De bacterie profiteert van de assimilatieproducten van de plant. Ook bepaalde orchideeën, zoals de Rietorchis, maar ook andere plantensoorten is voor het overleven als plant aangewezen op symbiose met een bodemschimmel en vormt daarmee een mycorrhiza.

## Aantastingen

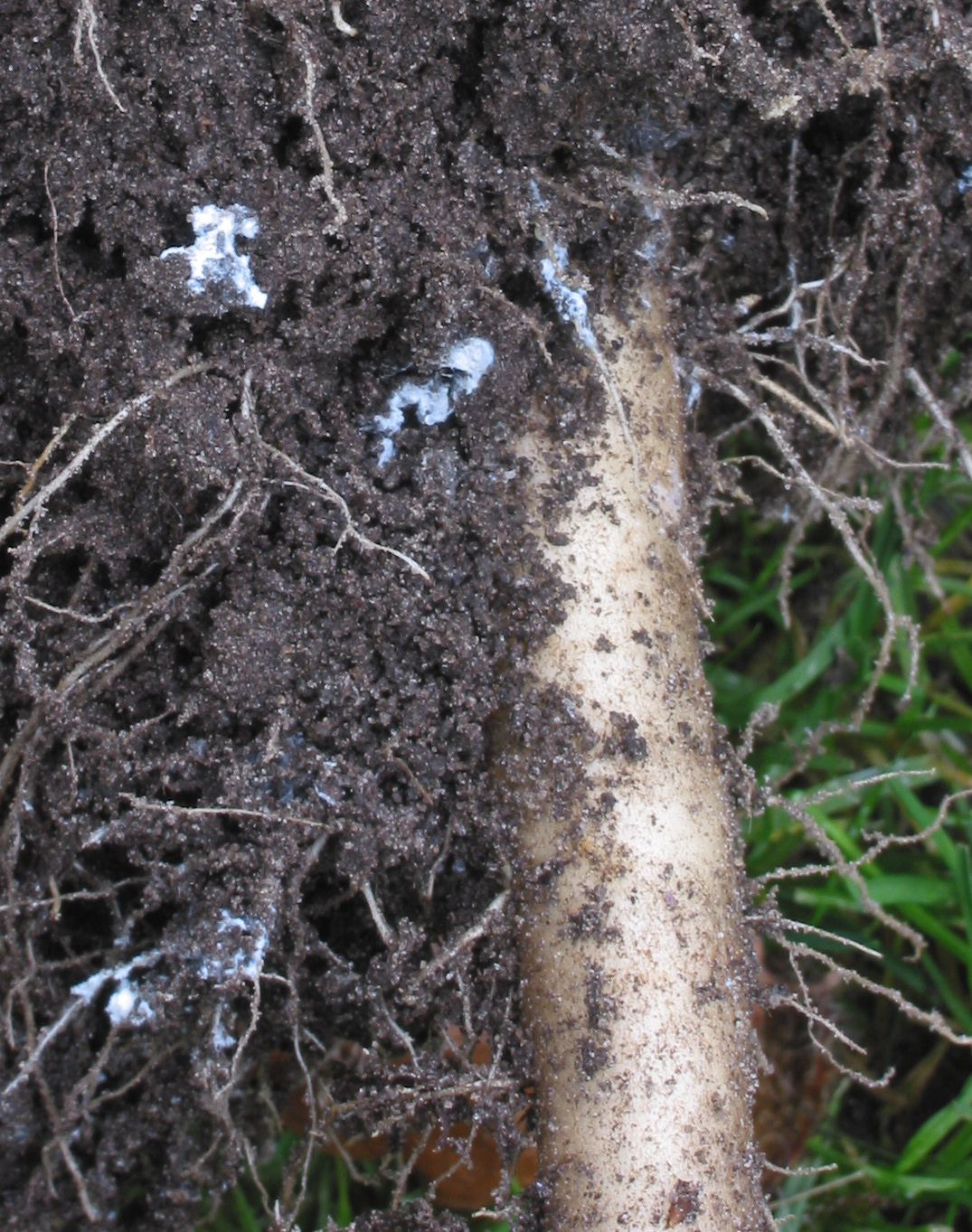
Wollige slawortelluis (Pemphigus bursarius) op witlof
(Cichorium intybus)

Wortels kunnen door schimmels aangetast worden, waardoor wortelrot optreedt. Ook kunnen wortels aangevreten worden door insecten, zoals ritnaalden, engerlingen, emelten en rouwvlieglarven. Rouwvliegen komen in het voorjaar massaal uit de poppen en geven dan veel overlast op onder andere autoruiten.
Aaltjes (onder andere wortelknobbelaaltjes) zijn onder meer veroorzakers van de zogenaamde bodemmoeheid. Doordat ze de wortels massaal aanprikken en aan de wortelcellen zuigen zorgen ze voor een trage groei. Een voorbeeld hiervan zijn de valplekken bij de aardappelteelt.
Ook luizen (wortelluis) kunnen op wortels voorkomen. Sla en andijvie kunnen hier soms veel last van hebben.

## Afbeeldingen

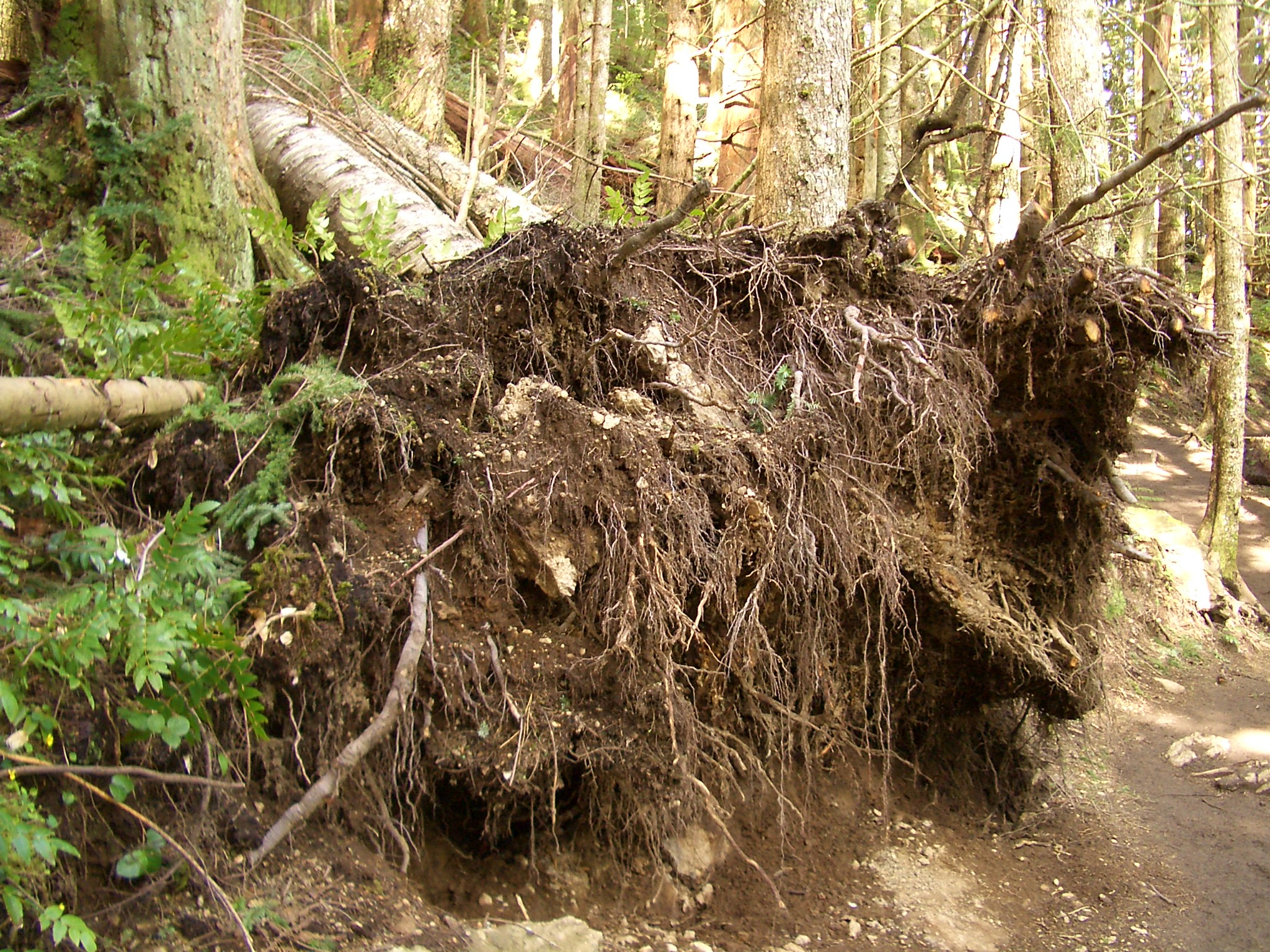
Wortelstelsel van een omgewaaide boom
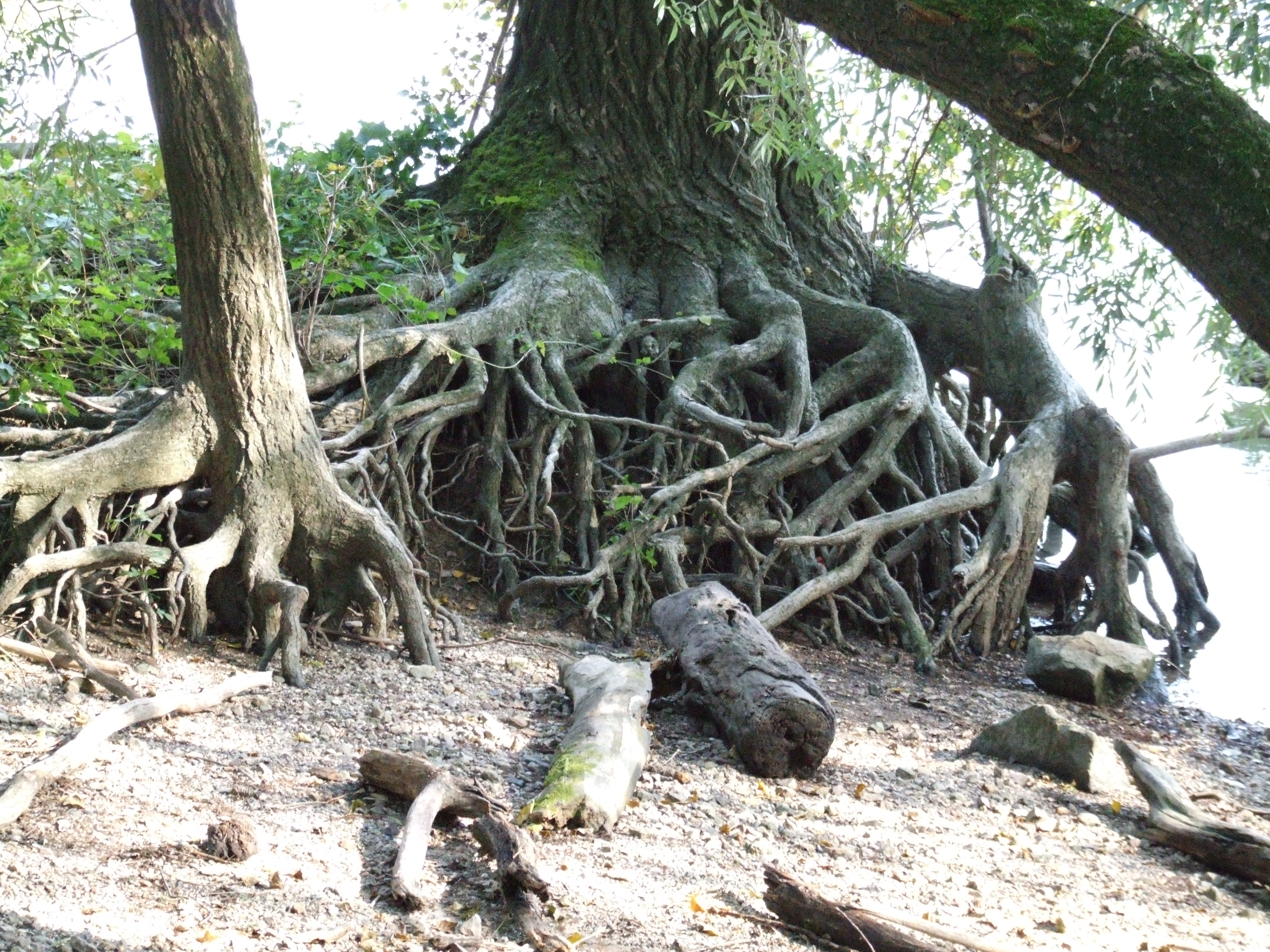
Boom waarbij de aarde tussen de wortels is weggespoeld